# Peleteria corusca
Peleteria corusca là một loài ruồi trong họ Tachinidae.